# 單線梨齒鯛
單線梨齒鯛為輻鰭魚綱鱸形目鱸亞目鯛科的其中一種，分布於西北太平洋的台灣海域，棲息在沿岸。